# Idioma sibir
El sibir (Sıbır tel;) es una lengua túrquica, la lengua de los Sibires que viven en Siberia Occidental. El sibir se divide en tres dialectos: tobol-irtish, baraba y tom (eushta).